# Torna az 1960. évi nyári olimpiai játékokon
Az 1960. évi nyári olimpiai játékokon a tornában tizennégy versenyszámban osztottak érmeket. A szovjet Larisza Latinyina újabb három aranyérmet szerzett a Melbourne-i négy aranyérem mellé. A férfiaknál Borisz Sahlin négy számban lett első.

## Férfi

### Éremtáblázat
A táblázatban a rendező ország csapata eltérő háttérszínnel, az egyes számoszlopok legmagasabb értéke vagy értékei vastagítással kiemelve.
| Az 1960. évi nyári olimpiai játékok éremtáblázata férfi tornában | Az 1960. évi nyári olimpiai játékok éremtáblázata férfi tornában | Az 1960. évi nyári olimpiai játékok éremtáblázata férfi tornában | Az 1960. évi nyári olimpiai játékok éremtáblázata férfi tornában | Az 1960. évi nyári olimpiai játékok éremtáblázata férfi tornában | Olimpia  |
| ---------------------------------------------------------------- | ---------------------------------------------------------------- | ---------------------------------------------------------------- | ---------------------------------------------------------------- | ---------------------------------------------------------------- | -------- |
|                                                                  | Ország                                                           | Arany                                                            | Ezüst                                                            | Bronz                                                            | Összesen |
| 1.                                                               | Szovjetunió (URS)                                                | 5                                                                | 3                                                                | 3                                                                | 11       |
| 2.                                                               | Japán (JPN)                                                      | 4                                                                | 2                                                                | 3                                                                | 9        |
| 3.                                                               | Finnország (FIN)                                                 | 1                                                                | 0                                                                | 0                                                                | 1        |
|                                                                  |                                                                  |                                                                  |                                                                  |                                                                  |          |
| 4.                                                               | Olaszország (ITA)                                                | 0                                                                | 1                                                                | 2                                                                | 3        |
|                                                                  |                                                                  |                                                                  |                                                                  |                                                                  |          |
| 5.                                                               | Bulgária (BUL)                                                   | 0                                                                | 0                                                                | 1                                                                | 1        |
|                                                                  |                                                                  |                                                                  |                                                                  |                                                                  |          |
| Összesen                                                         | Összesen                                                         | 10                                                               | 6                                                                | 9                                                                | 25       |

### Érmesek
A táblázatban a rendező ország csapata eltérő háttérszínnel, az egyes számoszlopok legmagasabb értéke vagy értékei vastagítással kiemelve.
| Az 1960. évi nyári olimpiai játékok érmesei férfi tornában | | | |
| Versenyszám                                                | Arany | Ezüst | Bronz |
| Gyűrű                                                      | Albert Azarján · Szovjetunió (URS) · 19,725                                                                          | Borisz Sahlin · Szovjetunió (URS) · 19,500                                                                                                 | Ono Takasi · Japán (JPN) · 19,425 |
| Gyűrű                                                      | Albert Azarján · Szovjetunió (URS) · 19,725                                                                          | Borisz Sahlin · Szovjetunió (URS) · 19,500                                                                                                 | Velik Kapszazov · Bulgária (BUL) · 19,425 |
| Korlát                                                     | Borisz Sahlin · Szovjetunió (URS) · 19,400                                                                           | Giovanni Carminucci · Olaszország (ITA) · 19,375                                                                                           | Ono Takasi · Japán (JPN) · 19,350 |
| Lólengés                                                   | Borisz Sahlin · Szovjetunió (URS) · 19,375                                                                           | Nem adták ki | Curumi Súdzsi · Japán (JPN) · 19,150 |
| Lólengés                                                   | Eugen Ekman · Finnország (FIN) · 19,375                                                                              | Nem adták ki | Curumi Súdzsi · Japán (JPN) · 19,150 |
| Nyújtó                                                     | Ono Takasi · Japán (JPN) · 19,600                                                                                    | Takemoto Maszao · Japán (JPN) · 19,525 | Borisz Sahlin · Szovjetunió (URS) · 19,475 |
| Talaj                                                      | Aihara Nobujuki · Japán (JPN) · 19,450                                                                               | Jurij Tyitov · Szovjetunió (URS) · 19,325                                                                                                  | Franco Menichelli · Olaszország (ITA) · 19,275 |
| Ugrás                                                      | Borisz Sahlin · Szovjetunió (URS) · 19,350                                                                           | Nem adták ki | Vlagyimir Portnoj · Szovjetunió (URS) · 19,225 |
| Ugrás                                                      | Ono Takasi · Japán (JPN) · 19,350                                                                                    | Nem adták ki | Vlagyimir Portnoj · Szovjetunió (URS) · 19,225 |
| Összetett egyéni                                           | Borisz Sahlin · Szovjetunió (URS) · 115,95                                                                           | Ono Takasi · Japán (JPN) · 115,90 | Jurij Tyitov · Szovjetunió (URS) · 115,60 |
| Összetett csapat                                           | Japán (JPN) · Aihara Nobujuki · Curumi Súdzsi · Endó Jukio · Micukuri Takasi · Ono Takasi · Takemoto Maszao · 575,20 | Szovjetunió (URS) · Albert Azarján · Valerij Kergyemeligyi · Nyikolaj Miligulo · Vlagyimir Portnoj · Borisz Sahlin · Jurij Tyitov · 572,70 | Olaszország (ITA) · Giovanni Carminucci · Pasquale Carminucci · Gianfranco Marzolla · Franco Menichelli · Orlando Polmonari · Angelo Vicardi · 559,05 |

## Női

### Éremtáblázat
| Az 1960. évi nyári olimpiai játékok éremtáblázata női tornában | Az 1960. évi nyári olimpiai játékok éremtáblázata női tornában | Az 1960. évi nyári olimpiai játékok éremtáblázata női tornában | Az 1960. évi nyári olimpiai játékok éremtáblázata női tornában | Az 1960. évi nyári olimpiai játékok éremtáblázata női tornában | Olimpia  |
| -------------------------------------------------------------- | -------------------------------------------------------------- | -------------------------------------------------------------- | -------------------------------------------------------------- | -------------------------------------------------------------- | -------- |
|                                                                | Ország                                                         | Arany                                                          | Ezüst                                                          | Bronz                                                          | Összesen |
| 1.                                                             | Szovjetunió (URS)                                              | 5                                                              | 5                                                              | 5                                                              | 15       |
| 2.                                                             | Csehszlovákia (TCH)                                            | 1                                                              | 1                                                              | 0                                                              | 2        |
|                                                                |                                                                |                                                                |                                                                |                                                                |          |
| 3.                                                             | Románia (ROU)                                                  | 0                                                              | 0                                                              | 1                                                              | 1        |
|                                                                |                                                                |                                                                |                                                                |                                                                |          |
| Összesen                                                       | Összesen                                                       | 6                                                              | 6                                                              | 6                                                              | 18       |

### Érmesek
| Az 1960. évi nyári olimpiai játékok érmesei női tornában | | | |
| Versenyszám                                              | Arany | Ezüst | Bronz |
| Gerenda                                                  | Eva Bosáková · Csehszlovákia (TCH) · 19,283 | Larisza Latinyina · Szovjetunió (URS) · 19,233                                                                                                 | Szofja Muratova · Szovjetunió (URS) · 19,232                                                                                        |
| Felemás korlát                                           | Polina Asztahova · Szovjetunió (URS) · 19,616                                                                                                   | Larisza Latinyina · Szovjetunió (URS) · 19,416                                                                                                 | Tamara Ljuhina · Szovjetunió (URS) · 19,399                                                                                         |
| Ugrás                                                    | Marharita Nyikolajeva · Szovjetunió (URS) · 19,316                                                                                              | Szofja Muratova · Szovjetunió (URS) · 19,049                                                                                                   | Larisza Latinyina · Szovjetunió (URS) · 19,016                                                                                      |
| Talaj                                                    | Larisza Latinyina · Szovjetunió (URS) · 19,583                                                                                                  | Polina Asztahova · Szovjetunió (URS) · 19,532                                                                                                  | Tamara Ljuhina · Szovjetunió (URS) · 19,449                                                                                         |
| Összetett egyéni                                         | Larisza Latinyina · Szovjetunió (URS) · 77,031                                                                                                  | Szofja Muratova · Szovjetunió (URS) · 76,696                                                                                                   | Polina Asztahova · Szovjetunió (URS) · 76,164                                                                                       |
| Összetett csapat                                         | Szovjetunió (URS) · Polina Asztahova · Ligyija Ivanova · Larisza Latinyina · Tamara Ljuhina · Szofja Muratova · Marharita Nyikolajeva · 382,320 | Csehszlovákia (TCH) · Eva Bosáková · Věra Čáslavská · Hana Růžičková · Matylda Šínová-Matoušková · Ludmila Švédová · Adolfína Tačová · 373,323 | Románia (ROU) · Atanasia Ionescu · Sonia Iovan · Elena Leușteanu · Elena Niculescu · Uta Poreceanu · Emilia Vătășoiu-Liță · 372,053 |